# Kuppenheim
Kuppenheim – miasto w Niemczech, w kraju związkowym Badenia-Wirtembergia, w rejencji Karlsruhe, w regionie Mittlerer Oberrhein, w powiecie Rastatt, siedziba związku gmin Gemeindeverwaltungsverband Nachbarschaftsverband Bischweier-Kuppenheim. Leży nad rzeką Murg, ok. 5 km na południowy wschód od Rastatt, pomiędzy drogą krajową B462 a autostradą A5.